# Cop Car
Cop Car è un brano musicale scritto da Zach Crowell, Sam Hunt, Matt Jenkins e registrato dal cantautore australiano Keith Urban e pubblicato il 13 gennaio 2014 come terzo singolo del suo ottavo album in studio Fuse.

## Descrizione
La canzone parla di due giovani, un ragazzo e una ragazza, che vengono arrestati per aver oltrepassato una zona proibita e si innamorano nel retro di una macchina della polizia.

## Video musicale
Il video musicale è stato diretto da John Urbano e distribuito nel gennaio 2014

## Classifiche
| Classifica            | Posizione massima |
| --------------------- | ----------------- |
| Canada                | 38                |
| Stati Uniti           | 41                |
| Stati Uniti (Country) | 4                 |